# 内蒙古自治区教育厅
内蒙古自治区教育厅是内蒙古自治区人民政府的组成部门、主管内蒙古自治区教育工作的省级教育行政部门。